# Josh Heath
Joshua Stanley Heath (Bowling Green, 28 december 1994) is een Amerikaans basketballer.

## Carrière
Heath speelde collegebasketbal voor de South Florida Bulls van 2013 tot 2014. Hij stapte nadien over naar de Georgia Tech Yellow Jackets tot in 2017. Heath werd niet gekozen in de NBA draft van dat jaar en tekende in 2018 bij het Sloveense KD Ilirija. In februari 2019 verliet hij de club en tekende bij de Turkse tweedeklasser Ankara DSİ SK. Aan het einde van het seizoen verliet hij de club en tekende in oktober 2019 bij het Belgische Leuven Bears. Bij de Bears groeide hij uit tot starter en maakte hij ook mee de overstap naar de BNXT-League. In 2021 tekende hij nogmaals bij voor een seizoen.
Na het seizoen 2021/22 kreeg Heath een uitnodiging voor een trainingskamp bij de Orlando Magic voor de opleidingsploeg Lakeland Magic. Na het kamp kreeg hij geen contract aangeboden en keerde terug naar de Leuven Bears. In de zomer van 2023 tekende hij een contract bij reeksgenoot Spirou Charleroi. Hij tekende in september 2024 opnieuw voor een Belgische club ditmaal voor Kangoeroes Basket Mechelen. Hij tekende aan het einde van het seizoen bij voor het seizoen 2025/26 net zoals Zaba Bangala.

## Privéleven
Zijn broer Jordan Heath was ook een profbasketballer.

## Erelijst
- BNXT League-kampioen: 2025